# Magda Rezlerová
Magda Rezlerová (* 9. srpna 1982 Turnov) je bývalá česká biatlonistka.
Startovala na ZOH 2002, 2006 a 2010, jejím nejlepším výsledkem na ZOH je 8. místo ve štafetě v Salt Lake City 2002 a 19. místo ve sprintu ve Vancouveru 2010. Ve Světovém poháru dosáhla individuálně nejlépe 12. příčky v Kontiolahti (2007) a v Trondheimu (2008).

## Úspěchy
Mistrovství Evropy
- 2005 Novosibirsk – 3. místo – štafety

Mistrovství světa juniorů
- 2000 Hochfilzen – 3. místo – individuální závod
- 2001 Chanty-Mansijsk – 2. místo – štafety
- 2002 Jablonec nad Nisou – 2. místo – štafety (letní biatlon)
- 2003 Koscielisko/Zakopane – 3. místo – stíhací závod, 3. místo – štafety

Mistrovství Evropy juniorů
- 2001 Haute Maurienne – 2. místo – štafety
- 2002 Kontiolahti – 1. místo – sprint, 1. místo – stíhací závod
- 2003 Forni Avoltri – 1. místo – individuální závod, 3. místo – štafety

Mistrovství ČR v běžeckém lyžování
- 3× 1. místo
- 5× 2. místo
- 4× 3. místo